# YUME日和
「YUME日和」（ユメびより）は、島谷ひとみの13枚目のシングル。2003年11月6日にavex traxから発売された（CCCD）。

## 解説
前作「Perseus-ペルセウス-」から、4ヶ月振りのシングル。
表題曲は、冬の優しく暖かい日差しを感じさせる、ほのぼのした曲。2003年度下半期に『ドラえもん』のテレビシリーズのエンディングテーマとして使われ、また島谷自身が声優として出演した2004年のアニメ映画『ドラえもん のび太のワンニャン時空伝』にもエンディングテーマとして使われた。島谷の4thアルバム『追憶+LOVE LETTER』に、リアレンジされた「アルバム・ヴァージョン」が収録されている。
オリコンチャートでは週間最高30位にとどまったものの、アニメを通じて若年層を中心に幅広く浸透し、順位以上に曲として存在感を示した。発売後もロングヒットしてチャートイン週数は「亜麻色の髪の乙女」以来の30週を突破。累計売上ではこの年の紅白歌唱曲「元気を出して」、翌年の「ANGELUS -アンジェラス-」などを上回って自身のシングル作品の売上ランキングで上位に入っている。
2019年にはオリックス・バファローズ・若月健矢捕手の登場曲として使用されている。
伊藤沙莉や細田羅夢がキッズダンサーだった頃、バックダンサーとして踊っていた。

## 収録曲
1. YUME日和
作詞：小幡英之、作曲：宮崎歩、編曲：宗像仁志
テレビ朝日系アニメ『ドラえもん』9代目エンディングテーマ
劇場版アニメ『ドラえもん のび太のワンニャン時空伝』主題歌
2. Holy Story
作詞：六ツ見純代、作曲：川端正美、編曲：宗像仁志
3. YUME日和（instrumental）
4. Holy Story（instrumental）